# Иконная слобода
Ико́нная слобода́ — одна из московских слобод. Существовала в первой половине XVII века.
Находящийся близ Арбатской площади Филипповский переулок прежде именовался Иконным, по стоявшей здесь до середины XVII в. Иконной слободе, в которой жили царские иконописцы.
В XVII веке в Москве иконописание получило особое развитие. Тогда для удовлетворения потребностей двора при Оружейном приказе существовал целый институт царских иконописцев, которые подразделялись на «жалованных» и «кормовых». «Жалованные» назывались так потому что получали постоянное содержание деньгами и хлебом, а также суточное довольствие во время работы. Вторые числились при приказе без жалованья и пользовались содержанием только тогда, когда на них возлагалось какое-либо дело. Из царских иконописцев этого времени особенно прославился Симон Ушаков, имевший множество учеников. Также существовали свои мастера при патриаршем дворе, а в случае какого-либо большого и спешного заказа набирались в Москву иконописцы из других русских городов.
Центром слободы был храм во имя апостола Филиппа, по которому переулок и получил своё нынешнее название. Он был построен в XVI веке. В 1657 году церковь была ещё деревянной, а в 1688 году была перестроена уже в камне.